# Amadeu Meireles
Amadeu Meireles (Porto, 31 de Dezembro de 1928 — Porto, 2 de Julho de 2004) foi um radialista em Portugal.
Foi também autor, compositor, declamador e actor.

## Infância e Juventude
Amadeu José Meireles da Costa nasceu no Porto, na freguesia de São Nicolau a 31 de Dezembro de 1928.
Com 21 anos partiu para a vida militar em Coimbra, onde conheceu José Afonso, quando o regime político que dominava Portugal conduzia os estudantes universitários, noite após noite, a realizar constantes debates culturais e tertúlias.

## A Rádio e o Teatro
Amigo pessoal de António Pedro, com ele fundou o Teatro Experimental do Porto (TEP) em 1953. A 18 de Junho desse ano, Amadeu Meireles participou como actor na estreia do primeiro espectáculo desta companhia no Teatro Sá da Bandeira  com a peça A Nau Catrineta, história tradicional adaptada por Egito Gonçalves.
A passagem pela representação foi ligeira, pois o seu jeito para ensaiar era mais forte, tornando-se o braço direito do mestre António Pedro. Com talento notável para declamar, participou em muitas tertúlias culturais na Cooperativa do Povo Portuense, um dos seus locais preferidos e onde tinha grandes admiradores.
Em 1963, Monique Solal criou o primeiro e único curso de ballet no Conservatório de Música do Porto e Amadeu Meireles foi o seu metteur en scène. A bailarina Fernanda Canossa, ainda como aluna, fez parte deste curso.
Foi apresentador do programa Festival da autoria do empresário Domingos Parker, exibido no Palácio de Cristal no Porto, onde foram lançadas as cantoras Maria da Fé, Lenita Gentil, entre outros.
As tardes de domingo eram preenchidas na Rádio Emissores do Norte Reunidos, onde fazia teatro radiofónico e participava no programa da tarde desportiva.
No final de 1963, tornou-se locutor residente da Rádio Renascença, colega de Olga Cardoso e de Fernando Rocha. Foi autor e locutor de um dos mais conhecidos programas radiofónicos da época, Clube da Juventude, com forte incidência cultural no âmbito da divulgação de literatura e de música ligeira internacional. Nesta emissora, foi também autor e locutor da aplaudida rubrica diária Peço a Palavra, dedicada a personalidades que de algum modo se enalteceram, por acontecimentos de raiz cultural, social ou política, e a acontecimentos dignos de relevo, que muitas vezes passavam despercebidos nas edições dos jornais.

A arte da escrita dos seus textos permitia camuflar a abordagem política, pois o regime da época associado à censura interna de uma estação católica não permitia liberdade de expressão. Com fortes ideologias políticas de esquerda, Amadeu Meireles entrou em confronto com o então director da Rádio Renascença, Arala Pinto, e decidiu deixar aquela emissora, transferindo-se para a Rádio Clube Português, localizada na rua de Ceuta, levando consigo o programa Clube da Juventude e mantendo o nível de audiência.
| “ | A rádio está transformada em “banca” de negócios e tudo se passa como se se tratasse de vender batatas (…). Ora, aqui é que começa o mal. (…) Na rádio, o que importa é o pagamento dos contratos de anúncios ou programas publicitários (…) o que quer dizer que a rádio é uma empresa comercial, mais nada. (…) A rádio (…) [assim] não tem carácter. | ” |

Escreveu alguns textos satíricos para os Parodiantes de Lisboa, programa de rádio de grande audiência.
Em 1966, fundou, juntamente com Ofélia Diogo Costa, o Círculo Portuense de Ópera.
Pelas décadas de 1960 e 1970 colaborou com Resende Dias e Roger Sarbib como autor de letras para várias composições de música ligeira.
Em 1972, foi convidado, pela RDP - Antena 1 (actual Rádio e Televisão de Portugal) para fazer a locução radiofónica do Festival Eurovisão da Canção em simultâneo com a transmissão televisiva da RTP. Participou como locutor em 1972, 1973, 1975, 1976, 1977 e 1978.
Apesar destas colaborações, na década de 1970 afastou-se progressivamente do activo da rádio para se dedicar ao ramo da química industrial até 1985, como técnico, representante em feiras internacionais e, mais tarde, como empresário.
Regressou à rádio em 1986. Entre 1986 e 1990 foi autor e realizador de vários programas na Rádio Placard no Porto, na altura uma rádio cultural, onde também prestava trabalho técnico nos estúdios de gravação e apoio aos novos locutores. Pela sua mão, a Rádio Placard recebia semanalmente o maestro Gunther Arglebe, o arquitecto Jorge Campos Tavares, o físico e professor da Universidade do Porto José Ferreira da Silva, o professor de Educação Física Hernâni Gonçalves, entre outros.
Entre 1991 e 1992 colaborou com a Companhia Seiva Trupe, na peça O Comissário de Policia, de Gervásio Lobato, com encenação de Júlio Cardoso, no Teatro Carlos Alberto.
Em 2000, por doença, isolou-se em Tábua, na Fundação Sarah Beirão. Veio a falecer no Porto, na Prelada, a 2 de Julho de 2004.

## Discografia
| Cantor            | Título                                                                        | Letra           | Música       | Ano / Editora                   |
| ----------------- | ----------------------------------------------------------------------------- | --------------- | ------------ | ------------------------------- |
|                   | De Norte ao Chão                                                              | Amadeu Meireles | Resende Dias | 1963 (Single)                   |
| Artur Garcia      | Sombras da Cidade                                                             | Amadeu Meireles | Resende Dias | 1964 (Single) Alvorada          |
|                   | Saber Calar                                                                   | Amadeu Meireles | Resende Dias | 1964 (Single)                   |
| Paula Ribas       | Ao Longe a Vida Ri                                                            | Amadeu Meireles | Roger Sarbib | 1964 (Single)                   |
|                   | Recado de Amor                                                                | Amadeu Meireles | Resende Dias | 1965 (Single)                   |
| Maria Pereira     | A Volta a Portugal 1965 Canção: "Bodas da Terra Morena"                       | Amadeu Meireles | Resende Dias | 1965 (EP) Alvorada              |
| Aurélio Perry     | Maré de Amor                                                                  | Amadeu Meireles | Resende Dias | 1965 (Single) Ofir              |
| Zézinha Pereira   | Sonho de Estrelas                                                             | Amadeu Meireles | Resende Dias | 1965 (Single) Alvorada          |
|                   | Carnaval em Torres Vedras                                                     | Amadeu Meireles | Resende Dias | 1966 (Single)                   |
| Valério Silva     | Terceiro Festival Luso Galaico Da Canção Do Minho Canção: "A Estrada do Amor" | Amadeu Meireles | Resende Dias | 1967 (EP) Orfeu - Discos Belter |
| Lenita Gentil     | A Estrada do Amor                                                             | Amadeu Meireles | Resende Dias | (Single) Orfeu                  |
| António Bompastor | Falar de Amor                                                                 | Amadeu Meireles | Resende Dias | (Single) Discos Rapsódia        |
|                   | Banzé                                                                         | Amadeu Meireles | Resende Dias | (single)                        |
|                   | Beijos Não São Saldos                                                         | Amadeu Meireles | Resende Dias | (Single)                        |
|                   | Canção De Alcanena                                                            | Amadeu Meireles | Resende Dias | (Single)                        |
|                   | Flores para Maria                                                             | Amadeu Meireles | Resende Dias | (Single)                        |
|                   | Lembranças de Natal                                                           | Amadeu Meireles | Resende Dias | (Single)                        |
|                   | Lisboa Verde Rosa                                                             | Amadeu Meireles | Resende Dias | (Single)                        |
|                   | A Pequena Tabacaria                                                           | Amadeu Meireles | Resende Dias | (Single)                        |
|                   | Romance                                                                       | Amadeu Meireles | Resende Dias | (Single)                        |
|                   | Os Sonhos Mais Belos                                                          | Amadeu Meireles | Resende Dias | (Single)                        |
|                   | Tenho um Segredo                                                              | Amadeu Meireles | Resende Dias | (Single)                        |
| Jú Pereira        | Virei nas Asas de um Sonho                                                    | Amadeu Meireles | Resende Dias | (Single)                        |